# 马罗尼亚-萨派
马罗尼亚-萨派（希臘語：Μαρώνεια-Σάπες）是希腊东马其顿和色雷斯大区罗多彼专区的市镇，行政中心为萨派镇。市镇面积为641.8平方公里，2021年人口数量为11,867人。
现今范围的市镇设立于2011年地方政府改革中，由原两个市镇（马罗尼亚和萨派）合并而成，原市镇则成为此市镇的两个市区。